# Analytical Review
Analytical Review va ser una revista londinenca que va difondre les idees de la Il·lustració i els ideals polítics de la Revolució Francesa entre els cercles anglosaxons. Va publicar-se entre 1788 i 1798. Els seus redactors signaven amb un pseudònim, per tal de poder expressar-se amb llibertat.
Comptava amb diversos departaments de redacció, dedicats a la ciència, a la literatura, a la política i la religió. Alguns dels seus col·laboradors més destacats van ser Mary Wollstonecraft, John Aikin, Thomas Christie o William Enfield, tots ells simpatitzant del moviment enciclopedista i el liberalisme.